# Дом Петруцци (Таганрог)
Дом Петруцци — памятник регионального значения, который расположен в переулке Тургеневском, 35 в Таганроге Ростовской области.

## История
Здание по адресу Тургеневский переулок, 35, было построено в 1870 году. До конца 1880-х годов дом был собственностью турецко-подданого Дмитрия Караузи. Затем собственник поменялся — им стала жена штабс-капитана Антонина Яблонская. По состоянию на 1907 год в доме разместилось Таганрогское профессиональное Общество приказчиков. Бывшая владелица Антонина Яблонская, которая по неизвестным причинам продала свое имущество, все равно оставалась здесь жить всю оставшуюся жизнь. За ней присматривал и ухаживал ее бывший дворник и оказывал помощь, когда ей надо было выбираться на прогулки. В 1910 году владелицей дома стала Деспина Панагиотовна Петруцци. Ее муж Анастасий Константинович Петруцци был вольным штурманом дальнего плавания. В семье Петруцци было трое детей: Василий, Мария и Евгения.
В 1912 году в здании по Тургеневском переулке, 35, работала сапожная мастерская Т. Д. Приз. А в 1941 году здесь начал работать детский сад № 20. Не известно, как долго он располагался в этом здании, хотя по состоянию на 1946 год он все еще функционировал. На первом этаже в полуподвальном помещении находились спальни, на втором размещалась комната для занятий. По состоянию на 1 января 2009 года, входит в число памятников регионального значения, которые находятся на учете Администрации Ростовской области.